# Ladoffa comitis
Ladoffa comitis är en insektsart som beskrevs av Young 1977. Ladoffa comitis ingår i släktet Ladoffa och familjen dvärgstritar. Inga underarter finns listade i Catalogue of Life.